# からし蓮根 (お笑いコンビ)
からし蓮根（からしれんこん）は、吉本興業（東京本社）所属のお笑いコンビ。2013年結成。NSC大阪校35期生。大阪市浪速区住みます芸人。M-1グランプリ2019ファイナリスト。キャッチコピーは「火の国ストロング」。

## メンバー
青空（そら、1994年2月2日 - ）（31歳）
ツッコミ・ネタ作り担当、立ち位置は向かって右。
- 本名および旧芸名、杉本 青空（すぎもと そら）。
- 身長170cm、体重70kg、血液型O型。
- 熊本県阿蘇郡小国町出身、九州学院高等学校卒業（放送部所属）、関西国際大学卒業。
- 2025年7月24日、「杉本青空」から「青空」への改名を発表。約13年間の活動で3回ほどしか苗字を呼ばれなかったことを改名理由としている。

伊織ラッキー（いおりラッキー、1993年9月12日 - ）（31歳）
ボケ担当、立ち位置は向かって左。
- 本名、松本 伊織（まつもと いおり）。旧芸名、伊織（いおり）。
- 身長190cm、体重85kg、血液型A型。
- 熊本県下益城郡城南町（現在の熊本市南区）出身、九州学院中学校・高等学校卒業、履正社医療スポーツ専門学校中退。
- 27歳の誕生日にあたる2020年9月12日に毎日放送（MBS）アナウンサーの藤林温子と結婚。義父の懇願もあり入婿となった。2022年5月1日、伊織の不倫が原因で離婚。
- 2025年7月24日、「伊織」から「伊織ラッキー」への改名を発表。改名の理由としては、「自分は結構運が良い」と思ったことと、言霊を信じるタイプであり、「ラッキーと口に出した方がラッキーなこと起きると思った」ということを挙げている。

## 略歴
- 九州学院高校1年生の時同じクラスになり、中学校時代に『M-1グランプリ』でサンドウィッチマンやキングコングを見て芸人を志していた青空が、教室で一発ギャグをしていて「ヤバい奴」という印象だった伊織を誘ってコンビ結成[8][9]。高校時代はダイエーのボイラー室の前でネタ合わせをしていた。高校時代にはハイスクールマンザイ南九州大会で優勝。青空はNSCへの入学を希望し、大阪の大学に進学。伊織も漫才をすることに楽しさを感じ、青空と共にNSCへ入学した[9]。
- NSCの同期のネタバトルでも1位を獲得するなどNSC在学中から結果を出し、大阪の劇場の漫才バトルでも数多くの先輩がいる中で2連覇を果たす。また、若くしてなんばグランド花月の出番も勝ち取っており大阪の劇場でも数多くの出番を持っている。冠ラジオ番組開始以降の単独ライブにおいて、毎回あらかじめ合言葉やリアクションを決めておきラジオの聴取率調査を行っている。
- コンビ名は「ん」が2つ入っていると売れるというジンクスにあやかり、フランス語で「面白い」を意味する"インタレッセン"にしようとしたがオシャレすぎるため却下[10]、熊本出身であることをアピールするため『からし蓮根』と命名された。しかし、メンバー2人とも辛いものが苦手なため本物の辛子蓮根は食べられない[11]。
- 2017年より後輩のダブルヒガシ、翠星チークダンスとのユニットライブ『にじいろ』を開催している[12]。
- M-1グランプリでは2017年から準決勝に進出。翌2018年には予選10位とあと一歩のところで決勝進出を逃すが、2019年は決勝初進出。ytv漫才新人賞で優勝した際、審査員を務めた塙宣之（ナイツ）や石田明（NON STYLE）から注目コンビとしてからし蓮根の名前を挙げていた。しかしながら優勝候補の1組として出場した同年のABCお笑いグランプリでは予選敗退、その結果に対して自身のラジオ番組にて「通過できると思って努力を怠ってしまった。自分たちはできる漫才師のフリをしていた。謙虚にいかないと」と赤裸々に反省の弁を述べて単独ライブや他の芸人との合同ライブを多数開催し、愚直に漫才を磨き続けて決勝に挑んだ[13]。最終結果は6位となり1stステージ敗退となったが、審査員の上沼恵美子からは高い評価を受けた[14]。2022年現在まで合計6回（6年連続）準決勝に進出しており、現在も出場資格を有するコンビとしては最多である。2023年・2024年は準々決勝で敗退したため準決勝進出連続回数は6で止まった。
- 2025年3月によしもと漫才劇場を卒業[15]し、同年4月から活動拠点を東京に移した[16]。
- 2025年7月24日、コンビ揃って個人名を改名することを発表（「伊織」→「伊織ラッキー」、「杉本青空」→「青空」）[2]。

## エピソード

### 青空
- 両親は教員。
- 中学校3年間、吹奏楽部に所属しており、サックスが吹ける。高校時代には漫画『べしゃり暮らし』に憧れ、放送部に入部。コンクールで入賞経験あり。
- 弟がいる。
- 「女性と話すのが苦手」とのことだが、デビュー後の2017年に結婚。2019年には第一子を授かり、2020年には第二子を、2021年には第三子を授かった[17][18]。
- 先輩の吉田たち、同期の熊元プロレス（紅しょうが）と仲が良い[19]。
- Twitter上では「ハリーポッター」に登場するキャラ、ドラコ・マルフォイに似ていると話題になった。
- ハロー!プロジェクトのファン[20]。

### 伊織ラッキー
- 両親は自動車整備業を営んでいる。
- 高校時代はラグビー部に所属していた。
- 2018年までオール巨人（オール阪神・巨人）が経営しているスナックでアルバイトしていた[9]。またオール巨人の衣装もサイズがあったということもあり譲り受けている[19]。
- 小さい頃からピアノを習っていて、「エリーゼのために」が得意。
- 西野カナの大ファン。
- ケーキを焼くのが趣味[21]。
- 弟がおり、幼少期、寝転がっていたところの伊織のお尻を弟が包丁で刺したという過去がある。理由は「桃と似ていて、桃太郎が出てくると思ったから」。
- 相席屋とHUBによく行く。
- 青空と同様に先輩の吉田たち、同期のジャンボたかお（レインボー）、兼近大樹（EXIT）、都築拓紀（四千頭身）、きむらバンド（たくろう）らと仲が良い[19]。
- 巨乳好き。
- 離婚の際に、婿養子を解消する離縁届を離婚届の後に出してしまったため、元の松本家に復籍することができず新規の松本家を作ることになった[22]。

## 芸風
- 主にコント漫才。伊織の繰り出す淡々としていて奇想天外なボケと、青空の熊本訛りの鋭いツッコミが特徴。
- 青空はシンプルな設定でわかりやすい導入から、見たことがないような展開の漫才をイメージしてネタ作りをしており、強みとしている[23]。
- 当初は関西弁で標準語が入り混じった言葉遣いをネタで使用していたが、偶然方言を入れてみたところ観客の反応が良くなったため、熊本弁で漫才をするようになった[19]。

## 賞レース成績

### M-1グランプリ
| 年度             | 結果         | No.  | 備考                                     |
| ---------------- | ------------ | ---- | ---------------------------------------- |
| 2015年（第11回） | 準々決勝進出 | 453  |                                          |
| 2016年（第12回） | 準々決勝進出 | 1724 |                                          |
| 2017年（第13回） | 準決勝進出   | 1353 | 予選28位、敗者復活戦15位                 |
| 2018年（第14回） | 準決勝進出   | 322  | 予選10位、敗者復活戦11位                 |
| 2019年（第15回） | 決勝6位      | 189  | 決勝キャッチフレーズ「火の国ストロング」 |
| 2020年（第16回） | 準決勝進出   | 2724 | 敗者復活戦5位                            |
| 2021年（第17回） | 準決勝進出   | 3027 | 敗者復活戦9位                            |
| 2022年（第18回） | 準決勝進出   | 4224 | 敗者復活戦4位                            |
| 2023年（第19回） | 準々決勝進出 | 3852 |                                          |
| 2024年（第20回） | 準々決勝進出 | 5291 |                                          |

### その他
- 2009年 ハイスクールマンザイ 南九州地区大会 - 優勝
- 2013年 ワラチャン! U-20お笑い日本一決定戦 - 決勝進出
- 2016年 第37回 今宮子供えびすマンザイ新人コンクール - 福笑い大賞
- 2017年 第38回 ABCお笑いグランプリ - 決勝進出
- 2018年 第39回 ABCお笑いグランプリ - 決勝進出
- 2018年 第5回 NHK新人お笑い大賞 - 本戦出場
- 2018年 オールザッツ漫才 オールザッツネタバトル - 準優勝
- 2019年 第4回 上方漫才協会大賞 - 新人賞ノミネート
- 2019年 第49回 NHK上方漫才コンテスト - 本戦進出[26]
- 2019年 第8回 ytv漫才新人賞決定戦 - 優勝[27]
- 2019年 第54回 上方漫才大賞 - 新人賞ノミネート[28]
- 2019年 そろそろ にちようチャップリンプレゼンツ お笑い統一王座GP2019 グランドチャンピオン大会 - 決勝進出
- 2019年 オールザッツ漫才 オールザッツネタバトル - 準優勝
- 2020年 第50回 NHK上方漫才コンテスト - 本戦進出[29]
- 2020年 第41回 ABCお笑いグランプリ - 決勝進出[30]
- 2024年 オールザッツ漫才 オールザッツネタバトル - 優勝

## 単独ライブ
2015年
- 9月22日「亀丸先生」(道頓堀ZAZA POCKET’S)[31]

2016年
- 8月20日「火の国STRONG STYLE」(よしもと漫才劇場)

2017年
- 5月14日「火の国love」(よしもと漫才劇場)
- 10月10日「からし蓮根のからし詰めたろか!!」（道頓堀ZAZA HOUSE） - トークライブ
- 12月8日「火の国Destino」(よしもと漫才劇場)

2018年
- 4月1日「火の国BIG」(ルミネtheよしもと)
- 6月22日「火の国Maker」(よしもと漫才劇場)
- 10月6日「火の国chaos」(よしもと漫才劇場)

2019年
- 1月18日「火の国golden lovers」(よしもと漫才劇場)
- 3月13日「からし詰めたろか」(道頓堀ZAZA HOUSE) - トークライブ
- 8月16日「火の国BOM-BA-YE」(よしもと漫才劇場)
- 10月3日「火の国distraction〜東京〜」(座・高円寺2)

2020年
- 2月16日 「火の国MANIA」(なんばグランド花月)[32]
- 7月3日「からし詰めたろか!」(よしもと漫才劇場) - トークライブ
- 7月19日「火の国FESTA」(よしもと漫才劇場)
- 9月26日「からし詰めたろか」(よしもと漫才劇場) - トークライブ
- 10月2日「火の国サーカス」(よしもと漫才劇場)
- 12月15日「からし詰めたろか」(よしもと漫才劇場) - トークライブ

2021年
- 3月13日「火の国ace」(よしもと漫才劇場)
- 8月6日「火の国Party」(よしもと漫才劇場)

2022年
- 1月16日「火の国カーニバル」(くまもと森都心プラザ ホール)
- 1月16日「火の国Represent」(くまもと森都心プラザ ホール) - アフタートークライブ
- 4月23日「火の国PITBULL」(よしもと漫才劇場)
- 10月7日「火の国REBORN」(よしもと漫才劇場)
- 11月20日「火の国CLIMAX」(よしもと漫才劇場)

2023年
- 2月11日「火の国come back」(くまもと森都心プラザホール)
- 2月11日「火の国HOME」(くまもと森都心プラザホール) - アフタートークライブ

2024年
- 5月19日 紙屋町劇場特別公演 からし蓮根単独ツアー「火の国MAKE UP」広島公演 (エディオン紙屋町ホール)
- 7月21日 からし蓮根単独ツアー「火の国MAKE UP」東京公演 (ヨシモト∞ホール)
- 8月11日 からし蓮根単独ツアー「火の国MAKE UP」大阪公演 (よしもと漫才劇場)

2025年
- 3月9日 からし蓮根単独ライブ「火の国JAPAN」（くまもと森都心プラザ ホール）
- 3月23日 からし蓮根卒業公演「グッばい!!」（よしもと漫才劇場）
- 5月17日 からし蓮根単独ライブ「火の国START」（渋谷よしもと漫才劇場）- 東京進出後初の単独ライブ

## 出演

### テレビ
現在のレギュラー出演
- カラシコンボ（熊本朝日放送、2021年4月 - ）

過去のレギュラー出演
- マヨなか笑人（読売テレビ、2017年1月11日 - ） - 不定期出演
- バズ★ナイトナマー!（毎日放送）- レギュラー出演
- せやねん!（毎日放送、2019年2月9日 - 3月30日〈第2部のみ〉）- 「からし蓮根のコングラッチュレンコン」のコーナー担当。
- あさパラ!（読売テレビ） - 不定期出演
- からし蓮根のヨクバリ（熊本朝日放送、2020年4月 - 2021年3月）

特別番組（MCもしくはメインキャスト）
- からし蓮根・ネイビーズアフロ・さや香 新キャラ爆誕メソッドTV（読売テレビ、2019年9月24日）
- からし蓮根〜新発見!意外な組合せ検証バラエティ〜（読売テレビ、2020年1月24日）
- からし蓮根大阪最後の修業 漫才ぞ（毎日放送、2025年3月31日）

### ラジオ
- さしよりからし蓮根（ラジオ関西、2018年4月5日 - 2022年3月4日）
- 上泉雄一のええなあ!（MBSラジオ、2020年4月2日 - ） - 青空のみ、木曜レギュラー
- Clip（ラジオ関西、2022年4月6日 - 2024年3月27日）- 水曜日パーソナリティ

### WEB
- マンゲキフェス 夏の大感謝祭（LINE LIVE、2019年8月7日）

## スペシャルサポーター
- アカカベ - 伊織が代表取締役社長の皆川友範と同じマンションに住んでおり、彼の息子を偶然保護したことが縁で就任した[34]。

## 出囃子
- 餓鬼レンジャー feat. 水前寺清子, MICKY RICH & ポチョムキン「おてもやんサンバ」